# Acta Scientiarum Mathematicarum
Acta Scientiarum Mathematicarum es una revista matemática húngara  publicada por el Instituto de Matemáticas János Bolyai (Universidad de Szeged). Fue fundada por Alfréd Haar y Frigyes Riesz en 1922.  El actual editor jefe es Lajos Molnár. La revista está resumida e indexada en Scopus  y Zentralblatt MATH. 